# 逆行人生
《逆行人生》是2024年上映的中国大陆剧情片，改编自清明同名原著，由徐峥执导并与辛芷蕾领衔主演，2024年8月9日在中国大陆正式上映。

## 剧情概要
影片聚焦外卖骑手群体，讲述一名意气风发的互联网大公司中层管理高志垒因一时意气用事而被公司裁员，在生活的重压下他选择成为一名外卖骑手，因此结识了一众志同道合的骑手伙伴，从而找回失去的勇气与信念。

## 演员与角色
- 徐峥 饰演 高志垒
- 辛芷蕾 饰演 肖妮，高志垒的妻子。
- 王骁 饰演 老抠，勤俭生活的外卖骑手。[8]
- 冯兵 饰演 大黑，外卖骑手。[8]
- 邬家楷 饰演 杨大山
- 刘美含 饰演 仇晓敏，外卖骑手。[8]
- 丁勇岱 饰演 高志垒父亲
- 丁嘉丽 饰演 高志垒母亲
- 陈哈琳 饰演 佳佳，高志垒与肖妮的女儿。
- 邹佳佳 饰演 奶茶店员
- 张占义 饰演 老张
- 吴彼 饰演 HR
- 王啸宇 饰演 孙尧
- 周铁男 饰演 高志垒同事
- 鹤男 饰演 卢美丽
- 刘洋 饰演 交警
- 黄小蕾 饰演 三元（友情出演）
- 贾冰 饰演 朱站长，外卖站站长。（特别出演）
- 于和伟 饰演 韦总（特别出演）
- 马东 饰演 面试官（特别出演）
- 梁静 饰演 HR，高志垒原公司的人力资源（特别出演）
- 沈腾 饰演 夜店客人（特别出演）

## 制作
该片于2023年11月获国家电影局批准备案并同意拍摄，主体拍摄于2024年2月在上海正式开始，同年4月宣布杀青。

## 电影音乐
| 曲序 | 曲目                 |        | 作曲   | 编曲   | 製作人 | 演唱   | 时长 |
| ---- | -------------------- | ------ | ------ | ------ | ------ | ------ | ---- |
| 1.   | 愿人生（推广主题曲） | 李三木 | 田默忱 | 田默忱 | 田默忱 | 任素汐 | 3:25 |

## 发行
2024年6月13日发布定档海报和预告片，宣布同年8月9日在中国大陆正式上映，8月3日、4日在部分城市开启限时点映。